# IGTV
IGTV (También conocido como Instagram TV) fue una aplicación de vídeo vertical creada por Instagram hecha principalmente para teléfonos inteligentes. A diferencia de Instagram, permitía a los usuarios cargar vídeos verticales de hasta 10 minutos o hasta 60 minutos en el caso de las cuentas verificadas y populares.
El servicio fue lanzado e introducido por el anterior CEO de Instagram Kevin Systrom en un acontecimiento en vivo en San Francisco el 20 de junio del 2018, al lado de varios creadores como Lele Pons.
El 1 de marzo de 2022, la empresa matriz de Instagram, Meta, anunció el cierre de IGTV, debido a su enfoque en Instagram Reels. La aplicación se eliminó de las tiendas de aplicaciones a mediados de marzo, y todos los videos de IGTV se fusionaron en la aplicación de Instagram.

## Servicio
IGTV requería que los usuarios ingresen con su cuenta de Instagram y permitía carga de vídeos de hasta 10 minutos, con un tamaño de archivo de hasta 650 MB. Con usuarios verificados y populares permitía cargar vídeos de hasta 60 minutos con un tamaño de archivo de hasta 3.6 GB. La aplicación estuvo disponible globalmente para iOS y Android y era libre de anuncios.